# Hippidion
Hippidion (v překladu znamenající malý kůň je vyhynulý rod koňovitých, který žil v Jižní Americe od pozdního pliocénu do konce pozdního pleistocénu (lujanianu), tedy před 2,5 miliony až 11 tisíci lety. Byl jednou ze dvou jihoamerických linií koňovitých žijících během pleistocénu. Druhou linií byl Equus (Amerhippus) neogeus.

## Taxonomie

### Evoluce
Ačkoliv rané studie zabývající se analýzou starověké DNA naznačovaly blízký vztah s divokým koněm, Equus ferus, později se ukázalo, že byly tyto výsledky nesprávné. Podle úplnějších sekvencí DNA byl rod Hippidion oddělenou linií všech žijících koňovitých a je méně blízce příbuzný žijícím koňovitým, nežli severoamerickému druhu Haringtonhippus francisci.
Kladogram je uveden níže:
|  | †Equus ovodovi                                                                          |
|  |                                                                                         |
|  | \| \| Subgenus Asinus (osel) \| \| \| \| \| \| Subgenus Hippotigris (zebra) \| \| \| \| |
|  |                                                                                         |
|  | Subgenus Asinus (osel)                                                                  |
|  |                                                                                         |
|  | Subgenus Hippotigris (zebra)                                                            |
|  |                                                                                         |

|  | Subgenus Asinus (osel)       |
|  |                              |
|  | Subgenus Hippotigris (zebra) |
|  |                              |

|  | †Equus ovodovi                                                                          |
|  |                                                                                         |
|  | \| \| Subgenus Asinus (osel) \| \| \| \| \| \| Subgenus Hippotigris (zebra) \| \| \| \| |
|  |                                                                                         |
|  | Subgenus Asinus (osel)                                                                  |
|  |                                                                                         |
|  | Subgenus Hippotigris (zebra)                                                            |
|  |                                                                                         |

|  | Subgenus Asinus (osel)       |
|  |                              |
|  | Subgenus Hippotigris (zebra) |
|  |                              |

|  | †Equus ovodovi                                                                          |
|  |                                                                                         |
|  | \| \| Subgenus Asinus (osel) \| \| \| \| \| \| Subgenus Hippotigris (zebra) \| \| \| \| |
|  |                                                                                         |
|  | Subgenus Asinus (osel)                                                                  |
|  |                                                                                         |
|  | Subgenus Hippotigris (zebra)                                                            |
|  |                                                                                         |

|  | Subgenus Asinus (osel)       |
|  |                              |
|  | Subgenus Hippotigris (zebra) |
|  |                              |

|  | †Equus ovodovi                                                                          |
|  |                                                                                         |
|  | \| \| Subgenus Asinus (osel) \| \| \| \| \| \| Subgenus Hippotigris (zebra) \| \| \| \| |
|  |                                                                                         |
|  | Subgenus Asinus (osel)                                                                  |
|  |                                                                                         |
|  | Subgenus Hippotigris (zebra)                                                            |
|  |                                                                                         |

|  | Subgenus Asinus (osel)       |
|  |                              |
|  | Subgenus Hippotigris (zebra) |
|  |                              |

|  | †Equus ovodovi                                                                          |
|  |                                                                                         |
|  | \| \| Subgenus Asinus (osel) \| \| \| \| \| \| Subgenus Hippotigris (zebra) \| \| \| \| |
|  |                                                                                         |
|  | Subgenus Asinus (osel)                                                                  |
|  |                                                                                         |
|  | Subgenus Hippotigris (zebra)                                                            |
|  |                                                                                         |

|  | Subgenus Asinus (osel)       |
|  |                              |
|  | Subgenus Hippotigris (zebra) |
|  |                              |

|  | †Equus ovodovi                                                                          |
|  |                                                                                         |
|  | \| \| Subgenus Asinus (osel) \| \| \| \| \| \| Subgenus Hippotigris (zebra) \| \| \| \| |
|  |                                                                                         |
|  | Subgenus Asinus (osel)                                                                  |
|  |                                                                                         |
|  | Subgenus Hippotigris (zebra)                                                            |
|  |                                                                                         |

|  | Subgenus Asinus (osel)       |
|  |                              |
|  | Subgenus Hippotigris (zebra) |
|  |                              |

|  | †Equus ovodovi                                                                          |
|  |                                                                                         |
|  | \| \| Subgenus Asinus (osel) \| \| \| \| \| \| Subgenus Hippotigris (zebra) \| \| \| \| |
|  |                                                                                         |
|  | Subgenus Asinus (osel)                                                                  |
|  |                                                                                         |
|  | Subgenus Hippotigris (zebra)                                                            |
|  |                                                                                         |

|  | Subgenus Asinus (osel)       |
|  |                              |
|  | Subgenus Hippotigris (zebra) |
|  |                              |

|  | †Equus ovodovi                                                                          |
|  |                                                                                         |
|  | \| \| Subgenus Asinus (osel) \| \| \| \| \| \| Subgenus Hippotigris (zebra) \| \| \| \| |
|  |                                                                                         |
|  | Subgenus Asinus (osel)                                                                  |
|  |                                                                                         |
|  | Subgenus Hippotigris (zebra)                                                            |
|  |                                                                                         |

|  | Subgenus Asinus (osel)       |
|  |                              |
|  | Subgenus Hippotigris (zebra) |
|  |                              |

Hippidion je součástí odlišné linie koňovitých patřících do kmene Equini, u které se předpokládá, že se od předků žijících koňovitých rodu Equus oddělila před nejméně 6 miliony let. Nejčasnější zástupci linie Hippidion jsou známí z pozdního miocénu v Severní Americe. Hippidion migroval do Jižní Ameriky na přelomu pliocénu a pleistocénu, asi před 2,5 miliony let, během velké americké výměny. Přičemž tato linie v Severní Americe během časného pleistocénu vyhynula. Je sporné, zda je Hippidion výhradně jihoamerickým rodem, nebo zda mu lze připsat i nalezené fosilie ze Severní Ameriky.
Tradičně se předpokládá, že existovaly tři druhy, Hippidion principale, H. saldiasi a H. devillei, nicméně při analýze DNA z roku 2015 bylo zjištěno, že jediný odebraný vzorek H. principale se nacházel vnořen v H. saldiasi, zatímco H. devillei se jednoznačně geneticky odlišoval.

## Popis

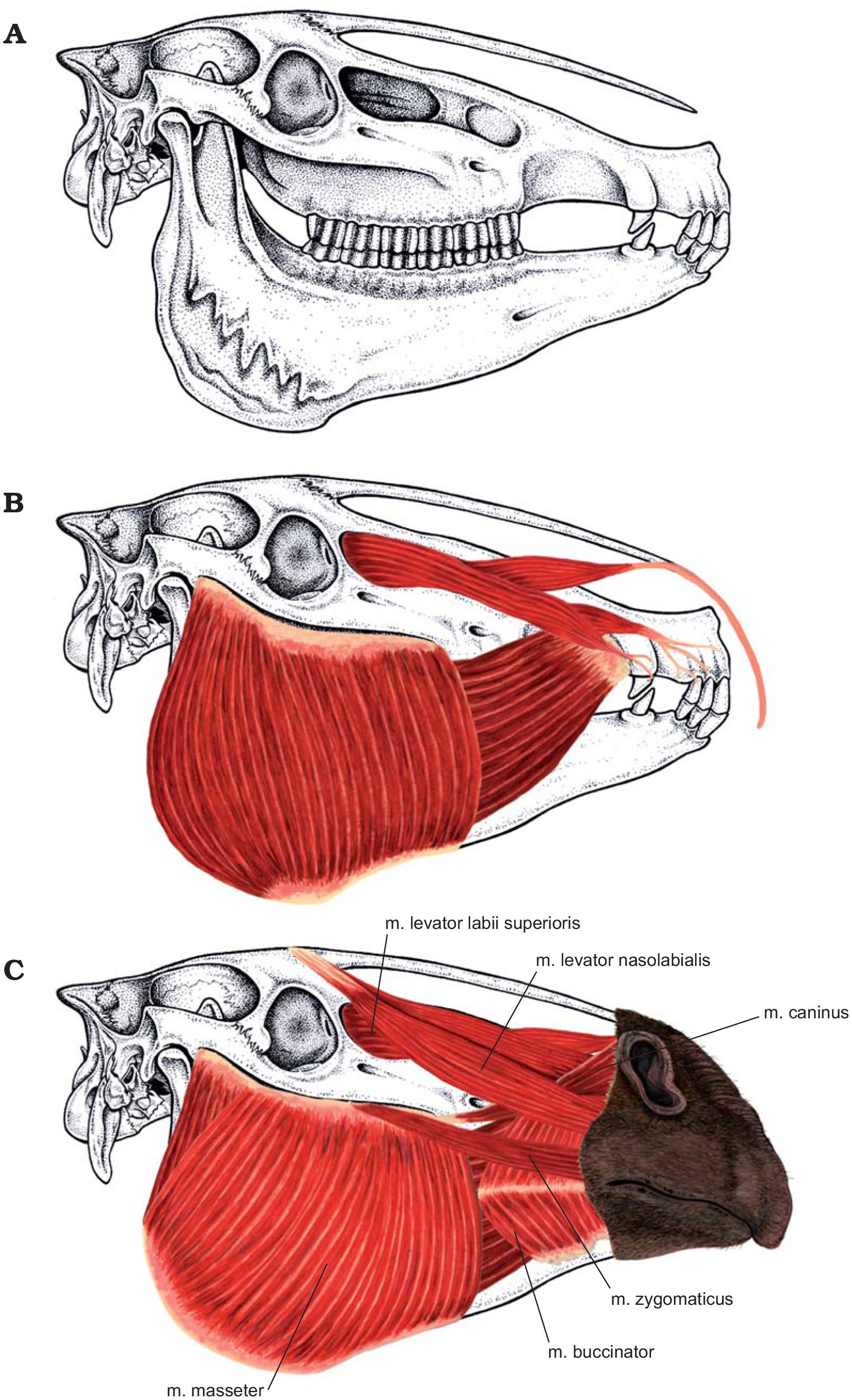
Rekonstrukce svalstva lebky s předpokládaným úchopným pyskem

Hmotnost zástupců rodu Hippidion saldiasi se odhaduje na 253 až 326 kg, zatímco hmotnost zástupců rodu Hippidion devillei se odhaduje na 227 až 367 kg. Hippidion principale byl o něco větší, s odhadovanou hmotností 253 až 469 kg. Lebka zástupců rodu Hippidion se vyznačuje velmi dlouhým nosním zářezem oddělujícím protáhlou nosní kost od zbytku lebky. Tato struktura pravděpodobně odpovídá přítomnosti horního pysku, který sloužil k úchopu. Morfologie zubů se spíše podobá zubům rodu Pliohippus nežli rodu Equus. Kosti končetin jsou krátké a podsadité (robustní).

## Rozšíření a habitat
Izotopová analýza δ13C naznačuje, že Hippidion konzumoval rostliny s fixací uhlíku buď typu C3 nebo smíšené fixace uhlíku typu C3 a C4. Hodnoty δ13C jsou v souladu s obýváním lesních a zalesněných travnatých stanovišť. Předpokládá se, že se H. principale živil smíšenou potravou (konzumoval listí a spásal trávu), na rozdíl od pastvinné stravy Equus neogeus. Předpokládá se také, že Hippidion pravděpodobně žil ve stádech jako jiní koňovití.
Fosilie rodu Hippidion byly nalezeny po celé Jižní Americe. Hippidion principale je primárně známý z pampových travnatých porostů Argentiny, ale jeho areál rozšíření se mohl táhnout od Peru a Ekvádoru. Hippidion devillei je také známý z argentinských pamp, ale vyskytoval se také v peruánských centrálních Andách, přičemž se jeho pozůstatky nacházejí i ve Venezuele. Hippidion saldiasi pocházel z Cono Sur, včetně Patagonie a jižních And.

## Vyhynutí
Hippidion vyhynul spolu s ostatními jihoamerickými koňovitými na konci pozdního pleistocénu, mezi 12 a 10 tisíci lety před současností, během vymírání megafauny v pozdním pleistocénu, které vedlo k vyhynutí většiny velkých zvířat v Severní a Jižní Americe. Klimatické modelování naznačuje, že typ prostředí, které Hippidion preferoval na počátku holocénu se stal vzácnějším, ale tento pokles nestačí k vysvětlení jeho vyhynutí. Na lokalitě Arroyo Seco 2 v argentinských pampách (datované do období 14782 až 11142 př. n. l.) a na lokalitě Piedra Museo v provincii Santa Cruz v Patagonii (zde se nachází dvě oddělené vrstvy datované do období 12463 až 10457 př. n. l. a do období 15571 až 12352 př. n. l.), stejně jako na podobně staré lokalitě Cueva del Medio v jižním Chile, jsou pozůstatky zástupců rodu Hippidion spojeny s lidskými artefakty, včetně projektilových hrotů typu rybího ocasu a stop po medvědích kousnutí, což naznačuje, že je lovili první lidé, kteří v té době do oblasti přišli. Tento lov mohl hrát roli v jejich vyhynutí.